# Kim Faura i Batlle
Kim Faura i Batlle (Gerona, 1951) fue el director general del Grupo Telefónica S.A. en las comunidades autónomas de Cataluña, Comunidad Valenciana, Islas Baleares y Región de Murcia (España).

## Biografía
Kim Faura i Batlle nació en Gerona en 1951 y tiene dos hijos. Es Licenciado en Derecho por la Universidad de Barcelona y cuenta con un máster en Economía y Dirección de Empresas por el IESE Business School. 

## Trayectoria profesional
Kim Faura  inició su carrera profesional en Braun Española S.A (Gillette) en noviembre de 1978, donde permaneció hasta diciembre de 1985 tras haber pasado por diferentes cargos del Grupo Gillette; Director de Producto, Director de Negocios y Director de Marketing.
Ha sido también director general de la división de Chupa Chups en Estados Unidos desde enero de 1986 hasta septiembre de 1989.
Desde octubre de 1989 hasta julio de 1991 Kim Faura ha sido Director Comercial de Marketing y Ventas en la división de cafés Marcilla España (Sara Lee Corporation). Kim Faura también ha ocupado el cargo de director general y Responsable de Coordinación de Marketing y Ventas en PepsiCo/Frito Lay desde enero de 1993 hasta octubre de 1996.
En el Grupo Tabacalera S.A, Kim Faura i Batlle ocupó el cargo de director general durante dos años, desde octubre de 1996 hasta diciembre de 1998. 
También ha ocupado el cargo de director general de Cigarrillos para el Sur de Europa, Latinoamérica y África en la compañía Altadis, desde 1998 hasta el año 2000.
Kim Faura i Batlle forma parte del equipo directivo del Grupo Telefónica desde abril de 2001, donde ha ejercido diferentes cargos; director general de Consumo y Marketing de Telefónica España (noviembre de 2001- diciembre de 2002) ; director general de la Unidad Corporativa de Marketing y Contenidos de Telefónica S.A (diciembre de 2002-diciembre de 2003) y presidente ejecutivo de Terra Networks (enero de 2004-julio de 2005);
Desde julio de 2005, Kim Faura fue el director general de Telefónica en Cataluña, siéndolo además, desde finales de 2014 y hasta 2019, en la Comunidad Valenciana, las Islas Baleares y la Región de Murcia.

## Logros en Empresas
- Cambra Oficial de Comerç, Industria i Navegació de Barcelona (Miembro de la Mesa de Política Económica).
- Comité bilateral Hispano-Coreano (Presidente)[6]
- Consejo Asesor de las Tecnologías de la Información y Comunicaciones (Miembro)
- Consell Empresarial de la Universitat Politècnica de Catalunya (Miembro)
- Consell General de Cambres de Catalunya (Vocal)
- Foment del Treball (Consejero)
- Fundaciones Barcelona Cultura // Barcelona Digital (Patrón)
- IESE Business School - Universidad de Navarra (Miembro del Comité Ejecutivo de Miembros)
- Miquel y Costas & Miquel, S.A. (Consejero) )[7]
- Telyco (Consejero)
- Universitat Politécnica de Catalunya (Miembro del Consejo Asesor)